# 스콧 테라
스콧 테라(Scott Terra, 1987년 6월 25일 ~ )는 미국의 배우이다.
코네티컷주에서 태어났다.

## 출연 작품
- 컴백 차일드 (2003, Dickie Roberts: Former Child Star)
- 데어데블 (2003년)
- 리뎁션 오브 더 고스트 (2002년)
- 프릭스 (2002년) - 마이크 파커 역
- 모토크로시드 (2001년)
- 카운트 제로 (2000년)
- 캐서린의 귀향 (2000년)
- 샤드라크 (1998년)

### 텔레비전
- 제7의 천국 (1996년)